# Ботанічний заказник

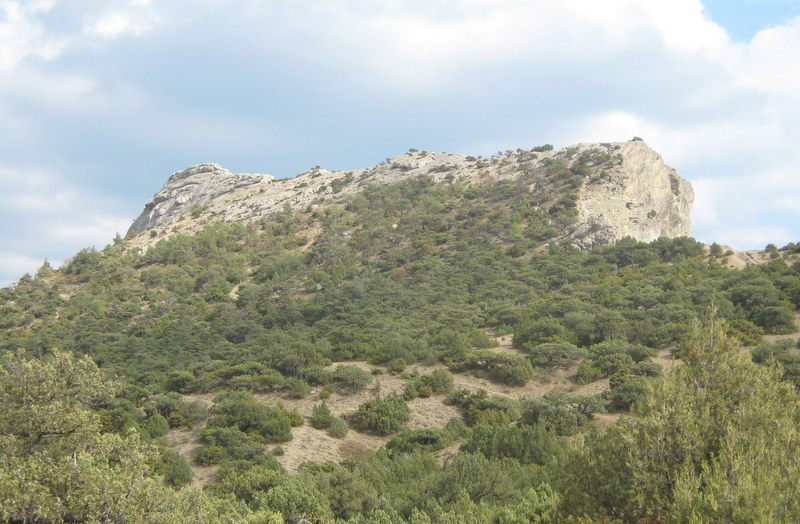
Ботанічний заказник загальнодержавного значення Новий Світ

Ботанічний заказник — природно-заповідна територія України, яку створюють задля забезпечення охорони рідкісних та ендемічних видів, фрагменти різних фітоценозів. Заказники цього типу зазвичай створюють на лісових, степових, заплавних, болотних та інших ділянках; у гірських районах.